# Мужчине живётся трудно. Фильм 34: Истинный путь Торадзиро
«Мужчине живётся трудно. Фильм 34: Истинный путь Торадзиро» (яп. 男はつらいよ　寅次郎真実一路, отоко-ва цурай ё торадзиро синдзицу итиро; англ. Tora-san’s Forbidden Love   (Tora-san 34) — японская комедия режиссёра Ёдзи Ямады, вышедшая на экраны в 1984 году. 34-й фильм популярного в Японии киносериала о комичных злоключениях незадачливого чудака Торадзиро Курума, или по-простому Тора-сана. По результатам проката фильм посмотрели 1 млн. 448 тыс. японских зрителей.

## Сюжет
Тора-сан возвращается из своих привычных уже странствий по стране в родной дом в Сибамату (небольшой старый квартал, часть Кацусики, одного из 23 специальных районов Токио). Здесь его ждут тётя Цунэ, дядя Тацудзо и сестра Сакура, сюда же, на встречу со столь долго отсутствовавшим Тора-саном приходит Умэтаро, по кличке «Осьминог» (он босс Хироси, мужа Сакуры). Тем не менее, как обычно это между ними случается, слово за слово и вот уже Тора-сан с Умэтаро сцепляются друг с другом, дело чуть не доходит до драки. Чтобы выпустить пар Торадзиро идёт в близлежащее кафе якитори. Здесь он встречает торговца ценными бумагами Томинагу, с которым быстро находит общий язык за чашечкой сакэ. Полностью надеявшийся на свою святую сестру Сакуру, что она выручит его, Тора-сан от души заказывает лучшую еду и сакэ, несмотря на отсутствие денег. Сидящий рядом с ним Томинага, однако, удивлён и впечатлён наглостью Тора-сана, он руководитель крупной компании по обороту ценных бумаг и никогда бы не подумал сделать столь безответственный поступок.
Томинага оплачивает счёт Тора-сана, а на следующий день Тора заявляется к нему в офис, к сожалению, неуместный среди дилеров и брокеров финансовой компании. Томинага работает допоздна, но Торадзиро дожидается его, а затем они вновь напиваются и оказываются в доме Томинаги, далеко от центра Токио, в городке Усику (префектура Ибараки), до которого добрый час добираться на поезде. Слишком пьяный, чтобы вспомнить прошлую ночь, проснувшийся поутру Тора-сан с трудом понимает, что он в гостях, а хозяин дома уже уехал на работу и оставил Тора-сана наедине с его прекрасной женой, Фудзико. Находясь вдали от города и имея мужа, который пропадает на работе с раннего утра и до позднего вечера шесть дней в неделю, эта женщина отчаянно одинока, но Тора-сан отказывается от её приглашения остаться и поговорить, обеспокоенный тем, что могут подумать об этом соседи Томинаги.
Позже, усталость на работе одолевает Томинагу, он замыкается в себе и без предупреждения скрывается в своём сельском родном доме неподалёку о Кагосимы (на юго-западе Японии). В отчаянных поисках своего мужа Фудзико обращается за помощью к Тора-сану, но он разрывается между желанием помочь ей и тайной надеждой, что Томинагу не найдут никогда, потому что к этому времени, он, конечно, влюбился в неё. Поняв бесперспективность своих надежд, Торадзиро вновь отправляется в путешествие.

## В ролях
- Киёси Ацуми — Торадзиро Курума (или Тора-сан)
- Тиэко Байсё — Сакура, сестра Торадзиро
- Рэйко Оохара — Фудзико Томинага
- Масаканэ Ёнэкура — Кэнкити Томинага
- Кэйко Цусима — Сидзуко
- Гин Маэда — Хироси, муж Сакуры
- Масами Симодзё — Тацудзо Курума, дядя Тора-сана
- Тиэко Мисаки — Цунэ Курума, тётя Тора-сана
- Хидэтака Ёсиока — Мицуо Сува, сын Сакуры и Хироси, племянник Тора-сана
- Гадзиро Сато — Гэнко
- Хисао Дадзай — Умэтаро, босс Хироси
- Тисю Рю — Годзэн-сама, священник
- Акико Кадзами — Кадзуё
- Сэнри Сакурай — таксист
- Дзюн Михо — Акэми
- Рютаро Тацуми — Синскэ

## Премьеры
- — национальная премьера фильма прошла 28 декабря 1984 года в Токио[1][3].
- — американская премьера фильма состоялась в мае 1985 года в Нью-Йорке[3]
- — в СССР был впервые показан в июле 1985 года в рамках конкурсного показа на Московском международном кинофестивале[3]

## Награды и номинации
Премия Японской киноакадемии
- 9-я церемония вручения премии (1986)[4]

Номинации:
- лучшая музыка к фильму — Наодзуми Ямамото (ex aequo: «Бирманская арфа» и «Мужчине живётся трудно. Фильм 35: Любимая школа Торадзиро»)

Московский кинофестиваль
Номинации:
- номинация на Гран-при Московского кинофестиваля